# Horst aan de Maas
Horst aan de Maas (en limburgués: Haors aan de Maas) es un municipio de la Provincia de Limburgo al sureste de los Países Bajos, creado el 1 de enero de 2001 por la fusión de tres antiguos municipios: Broekhuizen, Horst y Grubbenvorst. Sevenum y parcialmente Meerlo-Wanssum se agregaron en 2010.